# Dzionang
Dzionang lub Dzionangpa (język tybetański: ཇོ་ནང་, transliteracja Wyliego: Jo-nang, ZWPY: Qonang; język chiński: 觉囊派, juénáng pài) – szkoła buddyzmu tybetańskiego, która stała się szeroko znana w Tybecie w XIII wieku. Korzenie przekazu tej szkoły w Tybecie sięgają XII wieku i nauk mistrza Jumo Mikjo Dordże, ale znana stała się dzięki aktywności mistrza Dolpopy (transliteracja Wyliego: Dol-po-pa Shes-rab Rgyal-mtshan; 1292–1361 r.n.e.), który wcześniej praktykował w szkole sakja oraz Tāranātha (1575–1634 r.n.e).
Szkoła dzionang kultywuje nauki wadżrajany, a jej szczególnym przekazem jest doktryna szentong oraz tantra Kalaczakra (tyb. Duki Korlo). W XVII wieku za czasów teokracji V Dalajlamy z rywalizującej szkoły gelug zamknięte zostały prawie wszystkie klasztory dzionang i teksty tej tradycji zostały niemal zniszczone. Niemniej, jednak kilka klasztorów tej szkoły przetrwało poza granicami Centralnego Tybetu, będącego pod kontrolą szkoły Gelug, i kontynuuje praktykę do dzisiejszego dnia.